# Carlo Crisci
Carlo Crisci (* 6. November 1956 in Pompaples) ist ein Schweizer Koch.

## Leben
Seine Eltern waren italienische Einwanderer aus Roscigno. 1982 eröffnete er mit seiner elsässischen Frau Christine das Restaurant Le Cerf in Cossonay, das seit 1998 mit zwei Michelinsternen ausgezeichnet wird. Am 21. Dezember 2019 wurde das Restaurant nach 37 Jahren geschlossen.

## Auszeichnungen
- 1998: zwei Sterne im Guide Michelin für das Le Cerf[3]
- 2024: Kulinarisches Ehrenmeritum[5]